# Бой при Хучитане
Битва при Хучитане-де-Сарагоса (штат Оахака) произошла 5 сентября 1866 года во время Второй французской интервенции в Мексику в окрестностях города Хучитан в мексиканском штате Оахака между частями мексиканской армии Республики под командованием полковника Максимо Пинеды с его воинами-сапотеками и французскими войсками на службе Второй Мексиканской империи под командованием генерала Лучано Прието, а именно 91-м батальоном, состоящим из французских зуавов, австрийцев и мексиканских консерваторов. Оккупанты потерпели поражение, потеряв от 600 до 800 людей убитыми.

## Контекст
В ноябре 1864 года республиканский лидер штата Оахака, генерал Порфирио Диас, сопротивлялся осаде столицы штата французским маршалом Франсуа Ашилем Базеном. Видя, что противник уступает ему в численности, он обратился за помощью к полковнику из Теуантепека Ремихио Толедо. Последний сделал вид, что подчиняется призыву и отправляется в столицу Оахаки, но по пути поддался угрозам императора и объявил о своей поддержке императорского правительства Максимилиана Габсбурга. Толедо взял Теуантепек под свой контроль в течение нескольких дней и неоднократно призывал лидеров Хучитана последовать его примеру. Генерал Диас сдался 4 февраля 1865 года, передав Оахаку французам, а на следующий день Хуан Пабло Франко был назначен имперским префектом департамента Оахака. Генерал Базен продолжал оказывать давление на префектов региона, так что префект и военный командующий штата Карлос Оронос отправил Ремихио Толедо и Лучано Прието, «начальника департамента Теуантепек», для решения проблемы Хучитана.

## Бой
91-й батальон («Хвост Дьявола»), состоявший из австрийцев и французов, в конце августа прибыл в Теуантепек по деревянному мосту и 2 сентября 1866 года двинулся в Хучитан, чтобы усмирить местных жителей. Первый вождь горожан, Руфино Пинеда, погиб. Затем французы, атакуя с севера, вошли в Хучитан в районе Кальехон-Пипи, где произошло сражение между сапотеками, поддерживаемыми батальоном «Сарагоса», и «Хвостом Дьявола» с союзниками, в результате которого с обеих сторон было много убитых и раненых, так что мексиканские командиры были вынуждены применить тактику «выжженной земли».

### Тактика выжженной земли[2]
Горожанам было приказано быстро эвакуироваться с оружием, припасами и всем, что могло быть использовано противником, в Ранчо-Губинья (современный Унион-Идальго). Затем им предстояло сжечь всё на своём пути, чтобы помешать имперским войскам найти припасы.
Республиканцы разместили свою штаб-квартиру в Посо-Перальта, в то время как французы, уже завладевшие городом, разместились в храме Сан-Висенте-Феррер, чтобы наблюдать за всем с вершины колокольни; откуда они увидели консерватора Ремихио Толедо, который со своими людьми отступал из-за больших потерь, понесённых 4 сентября от рук сапотеков. 
В то же время генерал Прието заметил, что хучитеки (ополчение из горожан Хучитана) собираются вокруг центра с северной, южной и восточной стороны и осадят его в считанные минуты, поэтому из-за нехватки продовольствия он решил приказать отступление. Сарагоса и сапотеки обошли территорию с флангов и захватили её. Несколько часов спустя победа была подтверждена, и президент Хуарес был проинформирован о поражении имперских войск в их продвижении.

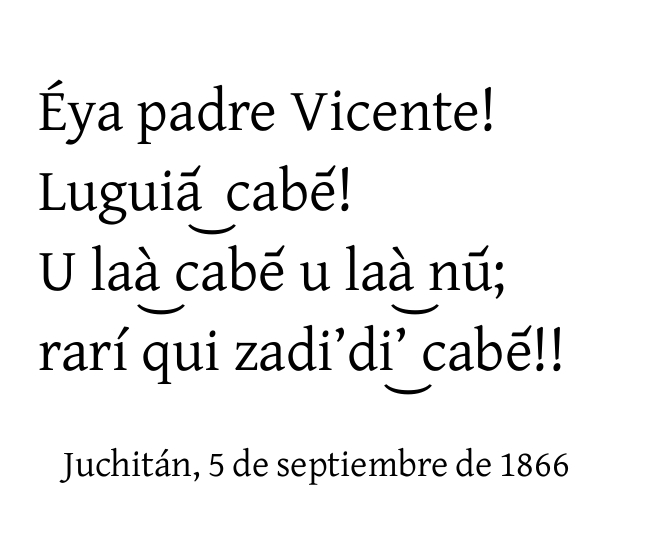
Это отец Висенте / На них! / Либо они, либо мы; / Им здесь не пробраться!